# Andrzej Udalski
| 471143 Dziewanna | 13 marzo 2010 |

Andrzej Jarosław Udalski (Łódź, 22 gennaio 1957) è un astronomo polacco.
Direttore dell'osservatorio astronomico dell'Università di Varsavia, nel 1992 ha lanciato il progetto OGLE.
Il Minor Planet Center gli accredita le scoperte di due asteroidi, effettuate entrambe nel 2010, in collaborazione con altri astronomi: Marcin Antoni Kubiak, Radosław Poleski, Scott S. Sheppard, Chad Trujillo.

## Onorificenze
Nel 2012 gli è stata conferita la croce di commendatore dell'Ordine della Polonia restituta. Nel 2017 gli è stato attribuito il premio Dan David. Nel 2018 ha ricevuto la medaglia Karl Schwarzschild e il premio Tycho Brahe.